# Cameron Jones
Cameron Scott Jones (Fort Lewis, Washington, 4 de mayo de 1989) es un baloncestista estadounidense, que pertenece a la plantilla del Kauhajoen Karhu de la Korisliiga. Con 1,93 metros de estatura, juega en la posición de escolta.

## Trayectoria deportiva

### Universidad
Jugó cuatro temporadas con los Lumberjacks de la Universidad del Norte de Arizona, en las que promedió 13,9 puntos, 3,4 rebotes y 2,7 asistencias por partido, Fue incluido en el segundo mejor quinteto de la Big Sky Conference en 2009, y en el mejor los dos años posteriores.

### Profesional
Tras no ser elegido en el Draft de la NBA de 2011, sí lo fue en el Draft de la NBA Development League, en el puesto 10 por Fort Wayne Mad Ants. Allí jugó una temporada, en la que promedió 14,4 puntos y 2,6 rebotes por partido.
Al año siguiente es traspasado a los Santa Cruz Warriors. En su primera temporada en el equipo fue elegido Jugador más mejorado de la NBA Development League. En 2013, ya como titular indiscutible, fue el segundo mejor anotador del equipo, tras Seth Curry, promediando 19,4 puntos por partido.
En 2014 fichó por el equipo ruso del BC Zenit San Petersburgo, donde jugó una temporada, en la que promedió 8,5 puntos y 3,0 rebotes por partido. El 2 de septiembre de 2015 fichó por el Ironi Nes Ziona B.C. de la liga israelí, donde promedió 8,1 puntos y 2,4 rebotes por partido, siendo despedido en enero de 2016 tras 15 partidos disputados.
El 1 de febrero fichó para el resto de la temporada con el Arkadikos B.C. griego, con los que disputó 10 partidos, promediando 16,6 puntos y 4,4 rebotes.
El 16 de septiembre de 2016 se compromete con los Golden State Warriors para disputar la pretemporada. Sin embargo fue despedido el 20 de octubre, tras disputar cinco partidos de pretemporada.